# SMART-L

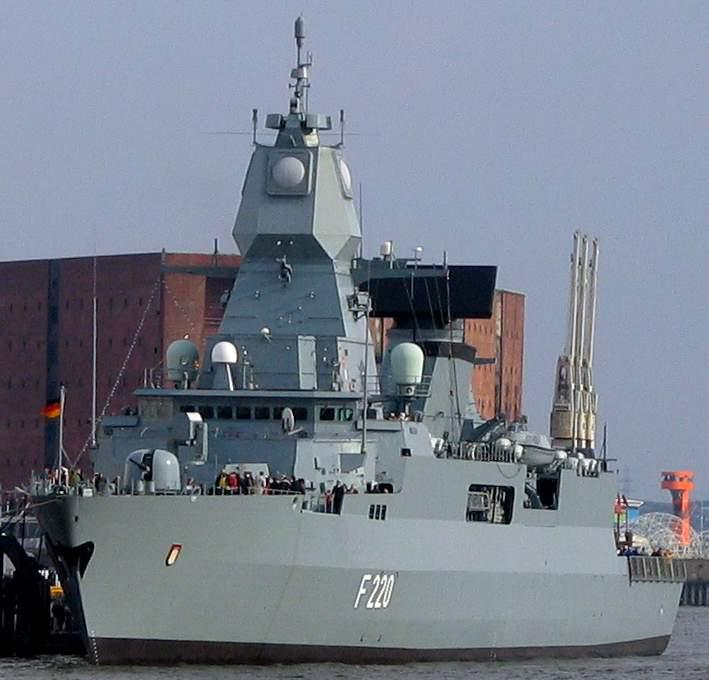
Фрегат F220 «Гамбург» с РЛС SMART-L. Антенна РЛС — прямоугольной формы чёрного цвета.

SMART-L (англ. Signaal Multibeam Acquisition Radar for Tracking, L-band, многолучевой радар обнаружения и сопровождения фирмы Signaal диапазона L) — трёхкоординатная РЛС дальнего воздушного обзора с цифровой антенной решёткой производства Thales Nederland, в прошлом — Hollandse Signaalapparaten (Signaal).
Цифровая антенная решётка состоит из 24 горизонтальных линеек излучателей по 48 диполей каждый , из них 16 линеек работают в режиме приёма и передачи с цифровым синтезом диаграммы направленности в вертикальной плоскости (по углу места), 8 — только в режиме приёма. Вертикальное сканирование и стабилизация луча электронные. Сканирование по азимуту - механическое.
Дальность обнаружения базовой модели составляла 400 км для патрульного самолёта и 60 км для низколетящей крылатой ракеты . В дальнейшем был введён режим ELR (англ. Extended Long Range) с максимальной дальностью 480 км. Увеличение дальности достигнуто модернизацией программного обеспечения и не затронуло аппаратную часть. В ноябре 2006 года голландский фрегат F803 «Тромп» принял участие, совместно с ВМС США, в Тихом океане в двух учениях по ПРО. В ходе учений было продемонстрировано сопровождение баллистической ракеты ARAV-B (имитировала БР среднего радиуса действия) на дальности 200 км. Установленная на фрегате модифицированная РЛС SMART-L захватила цель ARAV-B сразу после подъёма ракеты над рельефом местности и удерживала сопровождение на большей части её траектории. На этом этапе РЛС показала способность засекать момент отделения головной части на высоте приблизительно 150 км.

## Тактико-технические характеристики
- Антенна
  - Размер — 8,4 × 4 × 4,4 м
  - Масса — 7800 кг
  - Число антенных элементов, всего — 24
    - приёмопередатчиков — 16
    - приёмников — 8

  - Ширина луча — 2,2° (азимут), 0-70° (угол места)
  - Поляризация — вертикальная
  - Частотный диапазон — L (D — в НАТО)
  - Опознавание «свой-чужой» — встроенное, диапазон L (D)
- Число сопровождаемых целей:
  - Воздушных — 1000
  - Надводных — 100

## Установки на кораблях
- Фрегаты типа «Де Зевен Провинсиен»
- Фрегаты типа «Саксония»
- Эскадренные миноносцы типа 45 (S1850M)
- Фрегаты типа «Горизонт» (S1850M)
- Фрегаты типа «Горизонт» (S1850M)
- Универсальные десантные корабли типа «Токто»
- Фрегаты типа «Ивер Хюитфельд»